# Cantonul Noisiel
Cantonul Noisiel este un canton din arondismentul Torcy, departamentul Seine-et-Marne, regiunea Île-de-France , Franța.

## Comune
- Lognes
- Noisiel (reședință)